# パヴロ・ティチナ
パヴロ・グリゴリエヴィッチ・ティチナ（ウクライナ語: Павло Григорович Тичина、ラテン文字転写：Pavlo Hryhorovych Tychyna、1891年1月11日 - 1967年9月16日）は、ソビエト連邦・ウクライナの詩人、評論家、活動家、政治家。ウクライナ・ソビエト社会主義共和国の国歌を歌詞を作詞したことでも知られる。

## 生涯

### 生い立ち・詩作
1891年に ロシア帝国の統治下にあったチェルニーヒウ州ニジィン市近郊のピスキ村で生まれた。父は村の助祭であり、地元の小学校の教師であった。パブロには5人の姉と4人の弟の計9人の兄弟がいた。幼いティチナは、まず1897年にピスキーに開校した地区の小学校で学んだ。最初の教師から後に合唱の才能を試すように薦められていた。1900年には、チェルニーヒウ近郊のトロイツキー修道院の合唱団の一員となる。同時に若いティチナはチェルニーヒウの神学校で学ぶ。1906年、パヴロの父が亡くなる。1912年に詩壇にデビュー。
その後も1913年にかけて、ティチナはチェルニーヒウ神学校で教育を続けた。そこで、後に詩人となるワシーリ・エラン＝ブラキトニと親交を深める。また、初期の作品に大きな影響を与えたミハイロ・コトシュビンスキーにも出会った。1912年から1913年にかけて、ティチナの作品は地元の新聞・雑誌に掲載されるようになる。1913年から1917年にかけては、キエフ商業大学の経済学部で学ぶが、卒業はせずであった。同時に、キエフの新聞『ラダ』と雑誌『スヴィトロ』の編集委員を務めた（1913-14年）。夏には、チェルニーヒウ統計局で働く。その後、ミコラ・サドフスキー劇場でコーラス・マイスターの助手として働く。
第一次世界大戦が勃発すると、大学はサラトフに移った。ティチナはサラトフに向かう途中、病気になりやむなく休学し療養することになった。ドブリアンカの詩人ヴォロディミル・サミレンコ（Volodymyr Samiylenko）の家に身を寄せていた。戦時中、彼はウクライナのさまざまな出版社で働いた。1920年、ティチナは「Pluh」の会員になった。詩ですぐに成功を収めた後、1923年にハルキウに移り、革命後の初期のウクライナの文学団体の活気ある世界に入る。1923年、ハルキウに移ってからハルト（Hart）という団体に入り、1927年には有名なヴァプリート（VAPLITE）に入った。1920年代には無所属でハルキウ市議会の議員になった。ヴァプリートのイデオロギー的傾向や、ティチナのいくつかの詩の内容について論争が起こり、彼はイデオロギー的理由で批判されることになった。これを受けて、ティチナは執筆を中止し、誰もが彼の著作はこれで終わったと思った。その後、彼はチェルボヌイイ・シラーク（Chervonyi Shliakh）のメンバーとなり、アルメニア語、グルジア語、トルコ語の研究を始め、キエフの東洋学会の活動家となった。
第2次大戦では、1941年の『我々は闘いに向かう』など、ティチナの詩が頻繁に国威発揚に活用された。第2次大戦後も詩作は継続し、様々な作品を残している。
1953年から1959年にはウクライナ・ソビエト社会主義共和国のヴェルホーヴナ・ラーダ（ウクライナ最高議会、ウクライナの国会に当たる）の議長を務めた。
ティチナは1950年代末から1960年代にかけてのウクライナ文化復興運動には参加せず、むしろ「60年代派（shistdesiatnyky）」を攻撃すら行なった。亡くなる前の10年間は、最高指導者ニキータ・フルシチョフの共産党や、社会主義英雄、集団農業などへの賞賛に徹した。フルシチョフ死後のレオニード・ブレジネフ体制の抑圧的な時代には、ティチナの作品は時代遅れだとされた。

## 著作
初期の作品は象徴主義文学運動と強い結びつきがあったが，長いキャリアの中で何度も作風が変容し，受容される社会主義リアリズムを頻繁に模倣した。最初の作品はカラフルなイメージとダイナミックなリズムのあったウクライナのアバンギャルドシーンを彩り、爆発的に売れた。しかし、芸術表現に対する共産主義的アプローチが硬化し、国家が支援する芸術家の役割がより明確になり制限されるようになると、ティチナの詩はむしろ劇的に変化し、有名なヨシフ・スターリンへの頌詩やウクライナ・ソビエト社会主義共和国の国歌の作詞など明らかに共産党寄りの政治的言語を使用するようになる。1933年には新聞プラウダが彼の詩「党は導く」をウクライナ語で掲載した。ティチナは、作品で共産主義を賛美し、政権に協力したことでウクライナ人亡命者からしばしば批判されたが、最近の研究では、大げさな充足的賞賛の表現によって、共産主義の過剰性や残虐性に対し、微妙に距離を置き、むしろ嘲笑しているということが強く指摘されるようになってきている。
ティチナが体制に迎合する前の作品は、17世紀のバロックと20世紀象徴主義の合成として1920年代ウクライナ叙情詩として高い評価を得ている。

### 主な作品
- Clarinets of the Sun, (1918)
- 『鋤』The Plow, (1919)
- Instead of Sonnets or Octaves, (1920)
- 『ウクライナからの風』The Wind from Ukraine, (1924)
- Chernihiv, (1931)
- The Party is our Guide (1934)
- 『単一な家族の感情』Feelings of One Unified Family, (1938)
- Song of Youth, (1938)
- 『はがねとやさしさ』Steel and Tenderness, (1941)
- 『我々は闘いに向かう』We Are Going into Battle, (1941)
- Patriotism in works of Majit Gafuri, (1942)
- Funeral of a Friend, (1942)
- The Day Will Come, (1943)
- To Grow and Act (1949)

- ヴァレンティン・シルヴェストロフの『カンタータ4番』に使用されている下記の詩はティチナの作品である[3]。
  - I. Диптих – 1 二部作-1 Песня Силуана シルアンの歌
  - II. Диптих – 2 二部作-2 Пастораль 牧歌
  - III. Дві Пісні – 1 二つの歌-1 Вечір 夕べ
  - IV. Дві Пісні – 2 二つの歌-2 My Soul Swathed in Celestial Azure わが魂は天の蒼に包まれた

## 受賞
- スターリン賞（1941年）『単一な家族の感情』Feelings of One Unified Family, Чуття єдиної родин
- シェフチェンコ国家賞（1962年）
- 社会主義労働英雄（1967年）文学・市民活動
- 労働赤旗勲章：2回
- レーニン勲章：5回
- 鎌と槌金メダル